# Dezember 2020
Portal Geschichte | Portal Biografien | Aktuelle Ereignisse | Jahreskalender | Tagesartikel

◄ |
20. Jahrhundert |
21. Jahrhundert

◄ |
1990er |
2000er |
2010er |
2020er
| 2030er | 2040er

◄ |
2016 |
2017 |
2018 |
2019 |
2020
| 2021 | 2022 | 2023 | 2024 | ►

◄ |
September 2020 |
Oktober 2020 |
November 2020 |
Dezember 2020 |
Januar 2021 |
Februar 2021 |
März 2021 |
►
Dieser Artikel behandelt tagesbezogene Nachrichten und Ereignisse im Dezember 2020.

## Tagesgeschehen

### Dienstag, 1. Dezember 2020
- Arecibo/Puerto Rico: Die Instrumentenplattform des Arecibo-Observatoriums stürzt ab.
- Jayapura/Papua-Neuguinea: In der nicht anerkannten Republik Westpapua lässt sich Benny Wenda zum Gegenpräsidenten ausrufen.[1]
- Mond: Die chinesische Raumsonde Chang’e 5 ist auf der Mondoberfläche gelandet.
- Trier/Deutschland: Eine Amokfahrt in einer Trierer Fußgängerzone forderte mehrere Tote.
- Corona-Pandemie: Die Gesamtzahl der Infektionen übersteigt in Florida eine Million und in Simbabwe 10 000 Infektionen. In Andorra als erstem Land der Welt sind oder waren neun Prozent der Bevölkerung infiziert. Die Gesamtzahl der Todesfälle übersteigt in den USA 270 000, in Russland 40 000 und im Kosovo 1000. Höchststände der täglich gemeldeten Todesfälle werden in Russland (569), Bulgarien (221), der Türkei (190) und Österreich (141) erreicht. Der De-facto-Regierungschef von Gaza Yahya Sinwar und Formel-1-Weltmeister Lewis Hamilton sind mit SARS-CoV-2 infiziert.

### Mittwoch, 2. Dezember 2020
- Bangkok/Thailand: Das Verfassungsgericht von Thailand lehnt eine Amtsenthebung von Ministerpräsident Prayut Chan-o-cha ab.[2]
- Hongkong/China: Der Hongkonger Demokratieaktivist Joshua Wong wird zu 13,5 Monaten Haft verurteilt.[3]
- Mond: Die Mondgesteinsproben durch die chinesische Mondsonde Chang’e 5 wurden für den Rückflug zur Erde luftdicht versiegelt im Transportbehälter untergebracht.
- Wellington/Neuseeland: Die Regierung Neuseelands erklärt den Klimanotstand und verkündet, bis 2025 klimaneutral werden zu wollen.[4]
- Corona-Pandemie: Die Gesamtzahl der Infektionen übersteigt in Polen eine Million und in Malta 10 000 Infektionen. Höchststände der täglich gemeldeten Todesfälle werden in Russland (589), Deutschland (487), der Türkei (193) und Ungarn (165) erreicht. Der ehemalige französische Präsident Valéry Giscard d’Estaing stirbt an COVID-19. Die deutsche Bund-Länder-Konferenz verlängert den Lockdown light bis zum 10. Januar. Die Australian Open werden verschoben. Großbritannien lässt als erstes Land der Welt den Impfstoff Tozinameran zu.

### Donnerstag, 3. Dezember 2020
- Stockholm/Schweden Die Right Livelihood Awards werden in einer digitalen Zeremonie verliehen.
- Corona-Pandemie: Die Gesamtzahl der Infektionen übersteigt in den USA 14 Millionen und in Iran eine Million. Die Gesamtzahl der Todesfälle übersteigt weltweit 1,5 Millionen, in Großbritannien 60 000. Höchststände der täglich gemeldeten Todesfälle werden in Italien (993), Rumänien (211) und Ungarn (182) erreicht. Der virtuelle UN-Gesundheitsgipfel beginnt. Der Düsseldorfer Rosenmontagszug wird verschoben.
- ESA/DPAC: Veröffentlichung des Gaia-EDR3-Sternkatalogs der Gaia-Mission

### Freitag, 4. Dezember 2020
- Berlin/Deutschland: Die Berliner U-Bahn-Linie U5 wird bis zum Hauptbahnhof verlängert und der U-Bahnhof Unter den Linden in Betrieb genommen.
- Liverpool/Vereinigtes Königreich: Liverpools Bürgermeister Joe Anderson wird wegen des Verdachts auf Betrug und Zeugenbeeinflussung verhaftet.[5]
- Magdeburg/Deutschland: Holger Stahlknecht, Innenminister des Landes Sachsen-Anhalt, wird durch Ministerpräsident Reiner Haseloff entlassen. Grund sind Aussagen in einem nicht abgesprochenen Interview zum Koalitionsstreit um die Erhöhung des Rundfunkbeitrags.[6] Dieser kündigt daraufhin seinen Rücktritt als Landesvorsitzender der CDU Sachsen-Anhalt an.[7]
- Podgorica/Montenegro: Zdravko Krivokapić wird zum Ministerpräsidenten von Montenegro gewählt.[8]
- Washington/USA: Das US-Repräsentantenhaus stimmt für die Freigabe von medizinischem Cannabis.[9]
- Wien/Österreich: Der frühere österreichische Finanzminister Karl-Heinz Grasser wird wegen Korruption zu acht Jahren Haft verurteilt.[10]
- Corona-Pandemie: Die Gesamtzahl der Infektionen übersteigt in Tunesien 100 000. Ein Höchststand der täglich gemeldeten Todesfälle wird in Ungarn (189) erreicht. Das Robert Koch-Institut erklärt einige Gegenden in Estland und Finnland zu Risikogebieten.

### Samstag, 5. Dezember 2020
- Mainz/Deutschland: Die SPD wählt Malu Dreyer zur Spitzenkandidatin für die Landtagswahl in Rheinland-Pfalz 2016.[11]
- Corona-Pandemie: Die Gesamtzahl der Todesfälle übersteigt in den USA 270 000 und in Iran 50 000. In Andorra ist ein Promille der Bevölkerung gestorben. Höchststände der täglich gemeldeten Todesfälle werden in der Türkei (196) und Ungarn (193) erreicht. Russland startet als erstes Land außerhalb Chinas seine Impfkampagne.

### Sonntag, 6. Dezember 2020
- Bukarest/Rumänien: Parlamentswahl
- Cambridge (Massachusetts)/USA: Wegen der Corona-Pandemie erhält Louise Glück den Literaturnobelpreis nicht in Stockholm, sondern an ihrem Wohnort überreicht.
- Caracas/Venezuela: Parlamentswahl
- Karlsruhe/Deutschland: Wiederwahl von Frank Mentrup als Oberbürgermeister.
- Corona-Pandemie: Die Gesamtzahl der Todesfälle übersteigt in Indien 140 000, in Italien 60 000 und in Polen 20 000. In Italien ist ein Promille der Bevölkerung gestorben. Der ehemalige New Yorker Bürgermeister Rudy Giuliani und der Jenaer Oberbürgermeister Thomas Nitzsche sind mit SARS-CoV-2 infiziert.

### Montag, 7. Dezember 2020
- Accra/Ghana: Parlaments- und Präsidentschaftswahl
- Bukarest/Rumänien: Rumäniens Ministerpräsident Ludovic Orban tritt nach der Wahlniederlage zurück.
- Berlin/Deutschland: Wegen der Corona-Pandemie erhält Emmanuelle Charpentier den Chemienobelpreis nicht in Stockholm, sondern an ihrem Wohnort überreicht.
- Magdeburg/Deutschland: Magdeburgs Oberbürgermeister Lutz Trümper kündigt seinen Rücktritt an.
- Corona-Pandemie: Die Gesamtzahl der Infektionen übersteigt in Myanmar 100 000. Die Gesamtzahl der Todesfälle übersteigt in Mexiko 60 000 und in der Slowakei 1000. Die 7-Tage-Inzidenz steigt in Mecklenburg-Vorpommern und Schleswig-Holstein über 50. Höchststände der täglich gemeldeten Todesfälle werden in der Türkei (203) erreicht. Der ehemalige türkische Tourismusminister İrfan Gürpınar stirbt an COVID-19. Die italienische Innenministerin Luciana Lamorgese ist mit SARS-CoV-2 infiziert. Das Weltwirtschaftsforum wird nach Singapur verlegt, und der SPD-Parteitag wird verschoben.

### Dienstag, 8. Dezember 2020
- Brüssel/Belgien: Die EU und die AKP-Staaten beschließen eine Verlängerung des Cotonou-Abkommens.
- Kairo/Ägypten: Die seit dem 21. Oktober laufende Parlamentswahl in Ägypten ist beendet.
- Magdeburg/Deutschland: Sachsen-Anhalts Regierung verschiebt die Abstimmung über den Staatsvertrag zur Erhöhung des Rundfunkbeitrags.[12]
- Monrovia/Liberia: In einem Referendum stimmen die Einwohner von Liberia für eine Verkürzung der Amtszeit des Staatspräsidenten von sechs auf fünf Jahre.[13]
- München/Deutschland: Wegen der Corona-Pandemie erhält Reinhard Genzel den Physiknobelpreis nicht in Stockholm, sondern an seinem Wohnort überreicht.
- Paris/Frankreich: Das Champions-League-Spiel Paris Saint-Germain gegen Istanbul Başakşehir FK wird nach einem rassistischen Vorfall seitens des Linienrichters abgebrochen.[14]
- Washington/USA: Der designierte US-Präsident Joe Biden nominiert Lloyd Austin zum ersten schwarzen Verteidigungsminister der USA.[15]
- Corona-Pandemie: Die Gesamtzahl der Infektionen übersteigt in den USA 15 Millionen und in Palästina 100 000. Die Gesamtzahl der Todesfälle übersteigt in Argentinien 40 000. Höchststände der täglich gemeldeten Todesfälle werden in der Ukraine (276), in Rumänien (213) und in der Türkei (203) erreicht. Großbritannien startet seine Impfkampagne. Der Bundestag hebt für 2021 die Schuldenbremse auf. Bayern ruft den Katastrophenfall aus, Sachsen kündigt Schulschließungen ab dem 14. Dezember an. Der ehemalige sowjetische Verteidigungsminister Jewgeni Schaposchnikow stirbt an COVID-19. Die Grünen-Fraktionsvorsitzende Katrin Göring-Eckardt ist mit SARS-CoV-2 infiziert.

### Mittwoch, 9. Dezember 2020
- Andorra La Vella/Andorra: Die Zentralbank von Andorra gibt gleich zwei 2-Euro-Gedenkmünzen heraus: eine zum XXVII. Iberoamerika-Gipfel und eine zum 50-jährigen Jubiläum des Frauenwahlrechts.
- Bern/Schweiz: Guy Parmelin wird zum Schweizer Bundespräsidenten gewählt.
- Los Angeles/USA: Wegen der Corona-Pandemie erhält Andrea Ghez den Physiknobelpreis nicht in Stockholm, sondern an ihrem Wohnort überreicht.
- Nord-Nikosia/Nordzypern: Hamza Ersan Saner wird zum Ministerpräsidenten von Nordzypern ernannt.
- Corona-Pandemie: Die Gesamtzahl der Todesfälle übersteigt in Deutschland 20 000. Höchststände der täglich gemeldeten Todesfälle werden in den USA (3043), in Deutschland (590), der Türkei (217) und Indonesien (171) erreicht. Der ehemalige belarussische Ministerpräsident Wjatschaslau Kebitsch und der ehemalige bangladeschische Ernährungsminister Chowdhury Yusuf sterben an COVID-19. Der moldawische Ministerpräsident Ion Chicu und der Gouverneur von Pennsylvania Tom Wolf sind mit SARS-CoV-2 infiziert. Die Münchner Sicherheitskonferenz wird verschoben. Die Vereinigten Arabischen Emirate lassen als erstes Land der Welt den Impfstoff von Sinopharm zu.

### Donnerstag, 10. Dezember 2020
- Brüssel/Belgien: Der EU-Gipfel schließt einen Kompromiss zum EU-Haushalt.
- New York/USA: Der gewählte US-Präsident Joe Biden und als erste Vizepräsidentin Kamala Harris werden vom „Time Magazine“ zur Person des Jahres gewählt.[16]
- Rom/Italien: Wegen der Corona-Pandemie erhält das Welternährungsprogramm den Friedensnobelpreis nicht in Oslo, sondern an seinem Sitz überreicht.
- Schweiz/Italien: Infolge der COVID-19-Pandemie werden die Zugverbindungen zwischen der Schweiz und Italien bis auf Weiteres eingestellt.[17]
- Thimphu/Bhutan: Das Parlament von Bhutan schafft die Strafe für Homosexualität ab.[18]
- Washington/USA: US-Präsident Donald Trump gibt bekannt, dass Marokko und Israel diplomatische Beziehungen aufnehmen werden.[19]
- Corona-Pandemie: Die Gesamtzahl der Infektionen übersteigt in der Türkei 1 Million (wegen einer Korrektur nach oben um 823 255), in Dänemark 100 000 und in Mauretanien 10 000. In Deutschland steigt die Zahl der Infektionen um die Rekordzahl von 23 679. Die Gesamtzahl der Todesfälle übersteigt in den USA 290 000 und in Palästina 1000. Höchststände der täglich gemeldeten Todesfälle werden in der Ukraine (285) und der Türkei (220) und Indonesien (171) erreicht. Der pakistanische Staatskanzleichef Maroof Afzal stirbt an COVID-19. Die Eiskunstlauf-Europameisterschaft wird verschoben.

### Freitag, 11. Dezember 2020
- Berlin/Deutschland: Der Bundestag beschließt den Haushalt für 2021.
- Buenos Aires/Argentinien: Das argentinische Parlament stimmt für die Legalisierung der Abtreibung.[20]
- Kankara/Nigeria: Die staatliche Oberschule der Local Government Area im nördlichen Bundesstaat Katsina wird nachts von einer bewaffneten Bande auf Motorrädern überfallen; mehrere hundert Schuljungen des Internats werden entführt oder fliehen. Die Täter werden am nächsten Tag entdeckt und liefern sich eine Schießerei mit der Polizei.[21][22] Die islamistische Terrororganisation Boko Haram soll sich zu der Tat bekannt haben.[23]
- Karlsruhe/Deutschland: Das Bundesverfassungsgericht erklärt die Anti-Terror-Datei in Teilen für verfassungswidrig.[24]
- Leidschendam-Voorburg/Niederlande: Der Hisbollah-Funktionär Salim Ayache wird vom UN-Sondertribunal für den Libanon in Abwesenheit zu fünfmal Lebenslänglich verurteilt.[25]
- Vilnius/Litauen: Das Kabinett Šimonytė beginnt mit seiner Arbeit.
- Corona-Pandemie: Die Gesamtzahl der Infektionen übersteigt weltweit 70 Millionen. In Deutschland steigt die Zahl der Infektionen um die Rekordzahl von 29 875. Die Gesamtzahl der Todesfälle übersteigt in Brasilien 180 000 und in den Niederlanden 10 000. In Nordmazedonien ist ein Promille der Bevölkerung gestorben. Höchststände der täglich gemeldeten Todesfälle werden in Russland (613), in Deutschland (598), der Türkei (226) und Indonesien (175) erreicht. Das Robert Koch-Institut erklärt einige Gegenden in Estland zu Risikogebieten. Der ehemalige kenianische Infrastrukturminister Joseph Nyagah stirbt an COVID-19.

### Samstag, 12. Dezember 2020
- Berlin/Deutschland: Finale virtuelle Verleihung des 33. Europäischen Filmpreises[26][27]
- Jerusalem/Israel: Israel und Bhutan vereinbaren diplomatische Beziehungen.[28]
- New York City/Vereinigte Staaten: Der Generalsekretär der Vereinten Nationen hat die Staats- und Regierungschefs aller Länder zur Ausrufung des Klimanotstands aufgefordert.
- Stuttgart/Deutschland: Auf einem Online-Parteitag wählen die baden-württembergischen Grünen Winfried Kretschmann zum Grünen-Spitzenkandidaten für die Landtagswahl in Baden-Württemberg 2016.[29] Gleichzeitig wird Bettina Jarasch auf einem online veranstalteten Parteitag in Berlin zur Spitzenkandidatin der Grünen für die kommende Abgeordnetenhauswahl.[30]
- Corona-Pandemie: Die Gesamtzahl der Infektionen übersteigt in den USA 16 Millionen und in Bosnien-Herzegowina 100 000. Die Gesamtzahl der Todesfälle übersteigt weltweit 1,6 Millionen. Das Robert Koch-Institut erklärt einige Gegenden in Estland zu Risikogebieten. Der ehemalige kenianische Infrastrukturminister Joseph Nyagah stirbt an COVID-19. Der AfD-Abgeordnete Thomas Seitz ist mit SARS-CoV-2 infiziert.

### Sonntag, 13. Dezember 2020
- Berlin/Deutschland: Mit dem Fahrplanwechsel der Deutschen Bahn werden in Deutschland laute Güterzüge verboten.
- Bridgeport (Connecticut)/USA: Ed Gomes, früherer Senator im Senat von Connecticut, wird bei einem Autounfall tödlich verletzt. Er stirbt am 22. Dezember.[31]
- Corona-Pandemie: Die Gesamtzahl der Todesfälle übersteigt in den Niederlanden 10 000 und in Albanien 1000. Ein Höchststand der täglich gemeldeten Todesfälle wird in Ungarn (211) erreicht. Die deutsche Bund-Länder-Konferenz verschärft den Lockdown ab 16. Dezember und verbietet den Verkauf von Silvesterfeuerwerk. Das Oberste Gericht Brasiliens zwingt den Gesundheitsminister zum Festlegen des Impfstarts. Der eswatinische Ministerpräsident Ambrose Dlamini stirbt an COVID-19.

### Montag, 14. Dezember 2020
- Sonnenfinsternis vom 14. Dezember 2020.
- Das Maximum der Geminiden ist wegen des – aufgrund des Neumonds – fehlenden Mondlichts in der ganzen Nacht gut zu beobachten.
- Berlin/Deutschland: Der ehemalige SPD-Vorsitzende Martin Schulz wird zum Vorsitzenden der Friedrich-Ebert-Stiftung gewählt.[32]
- Hamburg/Deutschland: Jan Hofer spricht nach 36 Jahren seine letzte Tagesschau. Er stand damit so lange wie niemand vor ihm vor der Kamera. Sein Nachfolger als Chefsprecher wird Jens Riewa.
- Hamilton/Bermuda: Rena Lalgie wird zur Gouverneurin von Bermuda ernannt.[33]
- Washington/USA: Das Electoral College wählt Joe Biden zum US-Präsidenten. Am selben Tag tritt US-Justizminister William Barr zurück.
- Corona-Pandemie: Die Gesamtzahl der Infektionen übersteigt in Uruguay 10 000. Die Gesamtzahl der Todesfälle übersteigt in den USA 300 000. In Slowenien ist ein Promille der Bevölkerung gestorben. Ein Höchststand der täglich gemeldeten Todesfälle wird in der Türkei (229) erreicht. Das Europäische Parlament kommt zu seiner ersten Sitzung am Standort Straßburg seit dem 13. Februar zusammen. Nach einigen Minuten wird die Sitzung in Brüssel fortgesetzt. Die Niederlande kündigen Schulschließungen an. Die USA und die Vereinigten Arabischen Emirate starten ihre Impfkampagne.

### Dienstag, 15. Dezember 2020
- Kabul/Afghanistan: Mahbobullah Mohebi, der Vizegouverneur von Kabul, wird bei einem Autobombenanschlag ermordet.[34]
- Corona-Pandemie: Die Gesamtzahl der Infektionen übersteigt in Tschechien 10 000. In Bosnien-Herzegowina ist ein Promille der Bevölkerung gestorben. Ein Höchststand der täglich gemeldeten Todesfälle wird in der Türkei (235) erreicht. Saudi-Arabien startet seine Impfkampagne. Der AfD-Abgeordnete Stefan Keuter ist mit SARS-CoV-2 infiziert.

### Mittwoch, 16. Dezember 2020

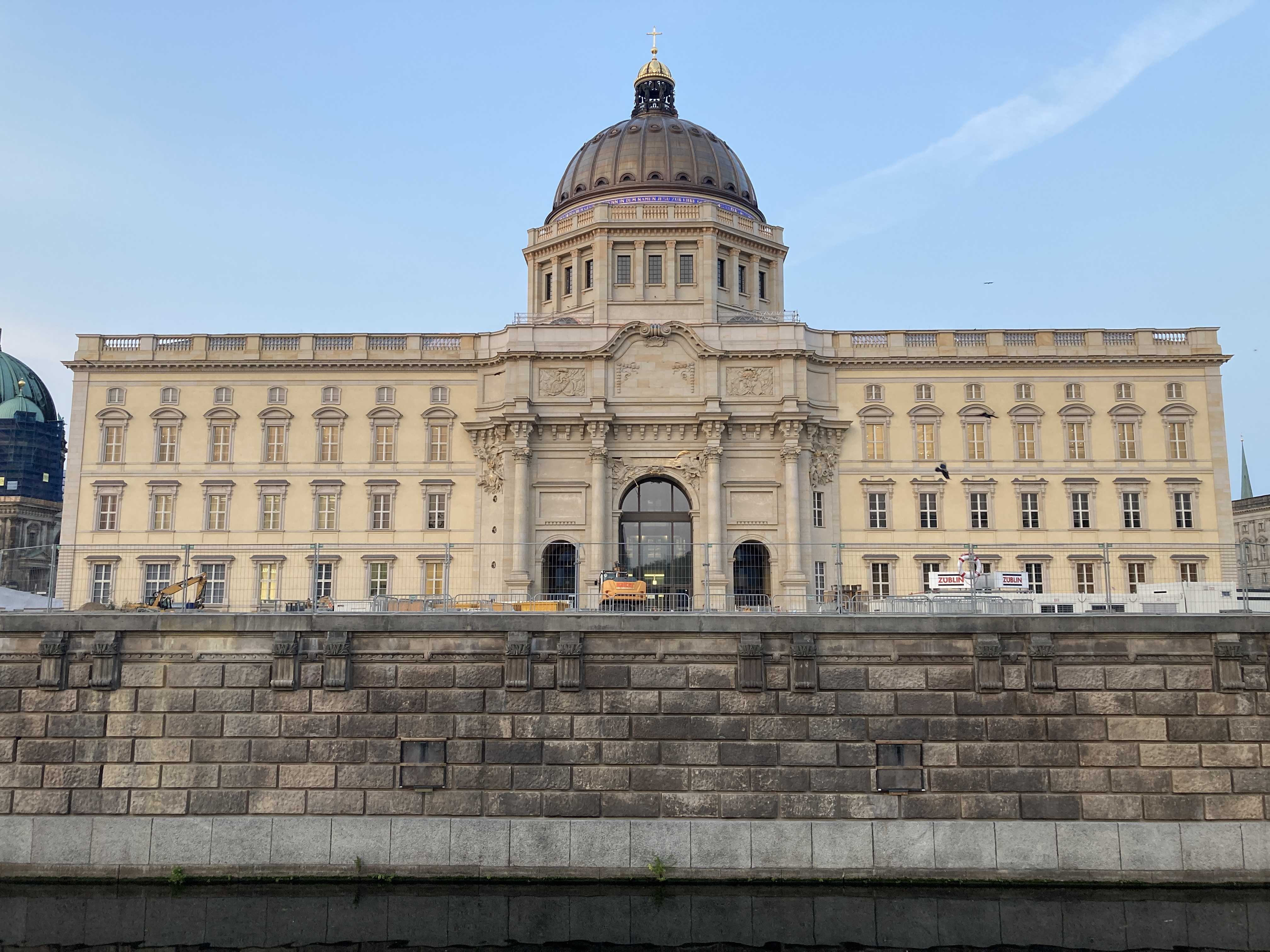
Berliner Schloss

- Berlin/Deutschland: Das Humboldt Forum wird in Berlin eröffnet.
- Bern/Schweiz: Mit Martha Niquille wurde in der Schweiz erstmals eine Bundesgerichtspräsidentin gewählt.
- Bonn/Deutschland: Der 250. Geburtstag von Ludwig van Beethoven wird begangen.
- Innere Mongolei: Die chinesische Raumsonde Chang’e 5 ist mit Bodenproben des Monds auf der Erde gelandet.
- Paris/Frankreich: Im Prozess um den Anschlag auf Charlie Hebdo werden langjährige Haftstrafen ausgesprochen.[35]
- Corona-Pandemie: Die Gesamtzahl der Infektionen übersteigt in Brasilien 7 Millionen und in Slowenien 100 000. In Moldau ist ein Promille der Bevölkerung gestorben. Höchststände der täglich gemeldeten Todesfälle werden in den USA (3331), in Deutschland (952) und der Türkei (240) erreicht. Der ehemalige Schweizer Bundespräsident Flavio Cotti stirbt an COVID-19. Der amerikanische Innenminister David Bernhardt ist mit SARS-CoV-2 infiziert.

### Donnerstag, 17. Dezember 2020
- Bonn/Deutschland: Festkonzert anlässlich des 250. Tauftages Ludwig van Beethovens im Bonner Opernhaus[36]
- Kankara/Nigeria: 344 der entführten Schülerinnen und Schüler in Nigeria werden nach sechs Tagen wieder freigelassen.[37]
- Madrid/Spanien: Das Spanische und das chilenische Parlament stimmen für eine Legalisierung der aktiven Sterbehilfe.[38]
- Washington/USA: Deb Haaland wird als erste Indigene in den USA als Ministerin nominiert.[39]
- Corona-Pandemie: Die Gesamtzahl der Infektionen übersteigt in den USA 17 Millionen und in Litauen 100 000. In Deutschland steigt die Zahl der Infektionen um die Rekordzahl von 30 423. Die Gesamtzahl der Todesfälle übersteigt in den USA 310 000. Höchststände der täglich gemeldeten Todesfälle werden in der Türkei (243), in Österreich (218) und Schweden (114) erreicht. Palästina kündigt Schulschließungen an. Der Ökumenische Kirchentag wird abgesagt. Der ehemalige burundische Präsident Pierre Buyoya und der ehemalige türkische Zollminister Tuncay Mataracı sterben an COVID-19. Der französische Präsident Emmanuel Macron ist mit SARS-CoV-2 infiziert.

### Freitag, 18. Dezember 2020
- Berlin/Deutschland: Auf einer Sondersitzung des Bundestages spricht sich UN-Generalsekretär António Guterres dafür aus, Impfstoffe weltweit bezahlbar und zugänglich zu machen.[40]
- Bern/Schweiz: Der Schweizer National- und Ständerat stimmen für die Einführung der Ehe für alle.[41]
- Brüssel/Belgien: Das EU-Parlament stimmt für Notfallregelungen im Falle eines ungeregelten Brexits.
- Galkayo/Somalia: Zehn Menschen sterben bei einem Selbstmordanschlag auf den somalischen Ministerpräsidenten Mohamed Hussein Roble.[42]
- Puerto Vallarta/Mexiko: Aristóteles Sandoval, der frühere Gouverneur von Jalisco, wird ermordet.[43]
- Corona-Pandemie: Die Gesamtzahl der Infektionen übersteigt weltweit 75 Millionen. In Deutschland steigt die Zahl der Infektionen um die Rekordzahl von 33 777 (durch einen Übermittlungsfehler am Vortag allerdings nur um 30 277). Die Gesamtzahl der Todesfälle übersteigt in Frankreich 60 000, in Kolumbien 40 000 und in Dänemark 1000. Höchststände der täglich gemeldeten Todesfälle werden in der Türkei (246) und Indonesien (224) erreicht. Das Robert Koch-Institut erklärt ganz Spanien, Bermuda und einige Gegenden in Estland und Finnland zu Risikogebieten. In Südafrika wird die neue Virusvariante 501.V2 entdeckt. Italien kündigt eine Ausgangssperre vom 24. bis 27. Dezember sowie am 31. Dezember und 1. Januar 2021 an. Bundesgesundheitsminister Jens Spahn unterzeichnet den deutschen Impfplan. Die U-17-Fußball-Europameisterschaft der Frauen und Männer wird abgesagt, die Berlinale wird verschoben. Die USA lassen als erstes Land der Welt den Moderna-Impfstoff mRNA-1273 zu. Der slowakische Ministerpräsident Igor Matovič ist mit SARS-CoV-2 infiziert.

### Samstag, 19. Dezember 2020
- Das SETI-Institut gab bekannt, dass man mit BLC1 einen Kandidaten für ein Radiosignal entdeckt hat, das möglicherweise von unserem nächstgelegenen Stern Proxima Centauri stammt.[44]
- Köln/Deutschland: Jürgen Becker gibt die Moderation der „Mitternachtsspitzen“ im WDR ab. Ab 2021 übernimmt Christoph Sieber die Leitung der Sendung.
- Tangafjørður/Färöer: Der 10 Kilometer lange Unterwassertunnel wird eingeweiht.[45]
- Corona-Pandemie: Die Gesamtzahl der Infektionen übersteigt in Indien 10 Millionen, in Großbritannien und der Türkei 2 Millionen und in Belize, Kuba und Syrien 10 000. Weltweit haben sich bislang mehr Menschen mit SARS-CoV-2 infiziert als seit den 80er Jahren mit HIV (bisher 75,7 Millionen). In Deutschland steigt die Zahl der Infektionen um die Rekordzahl von 31 300. Die Gesamtzahl der Todesfälle übersteigt in Russland 50 000 und in Litauen 1000. In Großbritannien und Montenegro ist ein Promille der Bevölkerung gestorben. Israel startet seine Impfkampagne. Der ugandische Vizeministerpräsident Kirunda Kivejinja und die ehemalige albanische Landwirtschaftsministerin Themie Thomai sterben an COVID-19.

### Sonntag, 20. Dezember 2020
- Bagdad/Irak: Auf die US-Botschaft im Irak wird ein Raketenangriff verübt.[46]
- Kabul/Afghanistan: Bei einem Autobombenanschlag auf den afghanischen Abgeordneten Mohammed Wardak werden neun Menschen ermordet. Wardak überlebt verletzt.[47]
- Corona-Pandemie: In Bahrain als erstem Flächenland der Welt sind oder waren sechs Prozent der Bevölkerung infiziert. Viele europäische Länder schließen wegen der neuen Variante des Coronavirus ihre Grenzen für Einreisende aus Großbritannien.

### Montag, 21. Dezember 2020
- Die Große Konjunktion ist in Mitteleuropa während der Abenddämmerung zu sehen.
- Brüssel/Belgien: Mit BNT162b2 wird der erste SARS-CoV-2-Impfstoff in der Europäischen Union zugelassen.
- Magdeburg/Deutschland: Das Landgericht Magdeburg verurteilt Stephan Balliet, der den Anschlag in Halle (Saale) 2019 verübt hatte, zu lebenslänglicher Haft mit Sicherungsverwahrung.
- Prishtina/Kosovo: Das Verfassungsgericht des Kosovo erklärt die Wahl von Ministerpräsident Avdullah Hoti im Juni für illegal. Eine Neuwahl wird nötig.[48]
- Washington/USA: Die Statue von Robert Lee vor dem Kapitol wird entfernt.[49]
- Corona-Pandemie: Die Gesamtzahl der Infektionen übersteigt in den USA 18 Millionen und in Paraguay 100 000. In der Antarktis tritt der erste Fall von SARS-CoV-2 auf, damit sind alle Kontinente von der Pandemie betroffen. Die Gesamtzahl der Todesfälle übersteigt in Indonesien 20 000. Ein Höchststand der täglich gemeldeten Todesfälle wird in der Türkei (254) erreicht. Der ehemalige indische Gesundheitsminister Motilal Vora stirbt an COVID-19. Der bosnische Präsident Milorad Dodik und der bayerische Staatskanzleichef Florian Herrmann sind mit SARS-CoV-2 infiziert. Israel und Oman schließen ihre Grenzen. Das dänische Parlament verbietet Nerzfarmen ab 2022, der US-Kongress beschließt ein Corona-Hilfspaket im Umfang von 900 Milliarden Dollar. In Bayern, Niedersachsen, Nordrhein-Westfalen und Sachsen beginnen vorgezogene Weihnachtsferien. Die EU lässt den Impfstoff Tozinameran zu, Belarus lässt als erstes Land außerhalb Russlands den Impfstoff Sputnik V zu.

### Dienstag, 22. Dezember 2020
- Jerusalem/Israel: Die Frist für die Abstimmung über den kommenden Haushalt läuft ab. damit wird eine Neuwahl nötig.[50]
- Moskau/Russland: Die russische Duma beschließt, dass ehemalige Staatschefs auf Lebenszeit Immunität genießen.[51]
- Straßburg/Frankreich: Der Europäische Gerichtshof für Menschenrechte fordert von der Türkei die Freilassung des Oppositionsführers Selahattin Demirtaş.[52]
- Corona-Pandemie: Die Gesamtzahl der Infektionen übersteigt in der Ukraine 1 Million. Die Gesamtzahl der Todesfälle übersteigt weltweit 1,7 Millionen und in den USA 320 000. In Tschechien und Montenegro ist ein Promille der Bevölkerung gestorben. In Eritrea tritt der erste Todesfall auf. Fidschi und Malawi schließen ihre Grenzen. Die Tischtennis-Weltmeisterschaft wird abgesagt. Der ehemalige syrische Ministerpräsident Mohamad Moustafa Mero stirbt an COVID-19. Der slowakische Finanzminister Eduard Heger und der Gouverneur von South Carolina Henry McMaster sind mit SARS-CoV-2 infiziert.

### Mittwoch, 23. Dezember 2020
- Chișinău/Republik Moldau: Ministerpräsident Ion Chicu kündigt seinen Rücktritt an.[53]
- Istanbul/Türkei: Der im deutschen Exil lebende türkische Journalist Can Dündar wird in Abwesenheit zu 27 Jahren Haft verurteilt.[54]
- Metekel/Äthiopien: Bei einem Massaker sterben über 100 Menschen.[55]
- Moskau/Russland: Das russische Parlament beschließt mit einer Gesetzesänderung, die Blockade von Inhalten russischer Staatsmedien in sozialen Netzwerken unter Strafe zu stellen.[56]
- Washington/USA: US-Präsident Donald Trump begnadigt seinen früheren Wahlkampfmanager Paul Manafort und weitere Personen.[57]
- Corona-Pandemie: Die Gesamtzahl der Infektionen übersteigt in Peru 1 Million. Die Gesamtzahl der Todesfälle übersteigt in Mexiko 120 000, Italien 70 000 und Venezuela 1000. Höchststände der täglich gemeldeten Todesfälle werden in Deutschland (962) und der Türkei (259) erreicht. Die Schweiz startet ihre Impfkampagne.

### Donnerstag, 24. Dezember 2020
- Brüssel/Belgien: Die EU und Großbritannien haben sich während der Brexit-Verhandlungen auf ein Handelsabkommen geeinigt.[58]
- Chișinău/Republik Moldau: Die frühere Ministerpräsidentin Maia Sandu wird als Präsidentin vereidigt.
- Corona-Pandemie: Die Gesamtzahl der Infektionen übersteigt in Italien und Kalifornien 2 Millionen und in Malaysia 100 000. Weltweit ist inzwischen ein Prozent der Weltbevölkerung (etwa 79 Millionen Menschen) infiziert. In Deutschland steigt die Zahl der Infektionen um die Rekordzahl von 32 195. In Bulgarien ist ein Promille der Bevölkerung gestorben. Ein Höchststand der täglich gemeldeten Todesfälle wird in Russland (635) erreicht. Das Robert Koch-Institut erklärt ganz Estland, Namibia und einige Gegenden in Irland und Norwegen zu Risikogebieten. Zum ersten Mal wird die britische Variante von SARS-CoV-2 in Deutschland entdeckt. Die U-20-Fußball-Weltmeisterschaft und die U-17-Fußball-Weltmeisterschaft werden abgesagt. Chile, Costa Rica, Mexiko und Serbien starten ihre Impfkampagne. Der ehemalige eswatinische Ministerpräsident Vincent Mhlaga stirbt an COVID-19.

### Freitag, 25. Dezember 2020
- Moskau/Russland: Der russische Historiker Oleg Sokolow wird wegen Mordes zu zwölfeinhalb Jahren Haft verurteilt.[59]
- Tokio/Japan: Bei der Präsentation ihrer grünen Wachstumsstrategie kündigt die japanische Regierung an, Neuwagen mit Verbrennungsmotoren ab Mitte der 2030er-Jahre zu verbieten und nur den Verkauf von Elektroautos und Fahrzeugen mit Hybrid- oder Wasserstoffantrieb zuzulassen.[60]
- Corona-Pandemie: In Andorra als erstem Land der Welt sind oder waren zehn Prozent der Bevölkerung infiziert. Die Gesamtzahl der Todesfälle übersteigt in den USA 320 000, in Brasilien 190 000 und Großbritannien 70 000. Ein Höchststand der täglich gemeldeten Todesfälle wird in Indonesien (258) erreicht. Der ehemalige malische Finanzminister Soumaïla Cissé und der ehemalige brasilianische Kommunikationsminister Djalma Morais sterben an COVID-19.

### Samstag, 26. Dezember 2020
- Halberstadt/Deutschland: Die erste offizielle SARS-CoV-2-Impfstoff in Deutschland wird der 101-jährigen Edith Kwoizalla verabreicht.[61]
- Peking/China: China senkt das Strafbarkeitsalter für schwerste Straftaten auf zwölf Jahre.[62]
- Corona-Pandemie: Die Gesamtzahl der Infektionen übersteigt weltweit 80 Millionen und in Russland 3 Millionen. In den USA ist ein Promille der Bevölkerung gestorben. Deutschland, die Slowakei und Ungarn starten ihre Impfkampagne.

### Sonntag, 27. Dezember 2020
- Wad Madani/Sudan: Der Gouverneur des Blauen Nils Abdel-Rahman Nour-el-Daem al-Tom stirbt bei einem Autounfall.[63]
- Washington/Vereinigte Staaten: US-Präsident Trump unterzeichnet ein Gesetz, welches für den Fall der Einmischung Chinas in die Nachfolgeregelung des Oberhaupts der Tibeter, dem Dalai Lama, Sanktionen nach sich zieht.[64]
- Corona-Pandemie: Die Gesamtzahl der Infektionen übersteigt in den USA 19 Millionen und in Südafrika 1 Million. Die Gesamtzahl der Todesfälle übersteigt in Deutschland 30 000. Ein Höchststand der täglich gemeldeten Todesfälle wird in der Slowakei (106) erreicht. Der ehemalige japanische Transportminister Yūichirō Hata und der ehemalige marokkanische Unterrichtsminister Mohammed El Ouafa sterben an COVID-19. Der brasilianische Vizepräsident Hamilton Mourão ist mit SARS-CoV-2 infiziert. 19 EU-Staaten (Bulgarien, Dänemark, Estland, Finnland, Frankreich, Griechenland, Italien, Kroatien, Litauen, Malta, Österreich, Polen, Portugal, Rumänien, Schweden, Slowenien, Spanien, Tschechien, Zypern) sowie Oman starten ihre Impfkampagne.

### Montag, 28. Dezember 2020
- Brüssel/Belgien: Die EU-Botschafter stimmen dem kürzlich ausgehandelten Brexit-Vertrag vorläufig zu, so dass er am 1. Januar in Kraft treten kann.
- Frankfurt am Main/Deutschland: Im Zuge eines Konzernumbaus kündigt die Commerzbank an, sich mit Betriebsrat und Gewerkschaft auf einen massiven Stellenabbau geeinigt zu haben.[65]
- Mexiko-Stadt/Mexiko: Mehr als zehn Millionen Menschen sind von einem Stromausfall betroffen.[66]
- Murmansk/Russland: Beim Untergang des Fischtrawlers Onega in der Barentssee vor Nowaja Semlja werden 17 Fischer vermisst und nur zwei gerettet.[67]
- Shanghai/China: Die Journalistin und Bloggerin Zhang Zhan wird zu vier Jahren Haft verurteilt, weil sie über die Ausbreitung des Coronavirus in Wuhan berichtet hatte.
- Corona-Pandemie: Deutschland sind oder waren zwei Prozent der Bevölkerung infiziert. Die Gesamtzahl der Todesfälle übersteigt in Spanien 50 000 und in der Türkei 20 000. Das slowakische Parlament ändert die Verfassung, um eine Verlängerung des Notstands zu ermöglichen. Belgien, Lettland und Luxemburg starten ihre Impfkampagne.

### Dienstag, 29. Dezember 2020
- Paris/Frankreich: In ihrer Jahresbilanz zur Pressefreiheit beziffert die Organisation Reporter ohne Grenzen die Anzahl der getöteten Journalisten auf mindestens 50.[68]
- Petrinja/Kroatien: Ein Erdbeben mit einer Magnitude von 6,4 MW erschütterte Kroatien, siehe Erdbeben bei Petrinja 2020.[69]
- Corona-Pandemie: Ein Höchststand der täglich gemeldeten Todesfälle wird in Südafrika (497) erreicht. Der gewählte amerikanische AbgeordneteLuke Letlow stirbt an COVID-19. Argentinien, Irland und Belarus starten ihre Impfkampagne.

### Mittwoch, 30. Dezember 2020
- Aden/Jemen: Explosion am Flughafen Aden
- Ask/Norwegen: Erdrutsch in Gjerdrum
- Bratislava/Slowakei: Der am 2. Dezember verhaftete frühere slowakischer Polizeipräsident Milan Lučanský stirbt nach einem Selbstmordversuch, den er am Vortag in Untersuchungshaft begangen.[70]
- Bratislava/Slowakei: Eine Parlamentssitzung in der Slowakei wird durch ein Erdbeben unterbrochen.[71]
- Brüssel/Belgien, Peking/Volksrepublik China: Die Europäische Union und die VR China erzielen eine Grundsatzvereinbarung über ein umfassendes Investitionsabkommen (EU-China Comprehensive Agreement on Investment)[72]
- Brüssel/Belgien: Das Abkommen über die künftigen Beziehungen Großbritanniens zur EU wird unterzeichnet. Am selben Tag stimmt das britische Unterhaus stimmt dem Vertrag zu.
- Buenos Aires/Argentinien: Der Senat Argentiniens stimmt der Legalisierung von Abtreibung zu.
- Kalangala/Uganda: Oppositionsführer Bobi Wine wird verhaftet.[73]
- Corona-Pandemie: Die Gesamtzahl der Todesfälle übersteigt weltweit 1,8 Millionen, in den USA 340 000 und in Pakistan 10 000. In Liechtenstein ist ein Promille der Bevölkerung gestorben. In der Mongolei tritt der erste Todesfall auf. Höchststände der täglich gemeldeten Todesfälle wird in den USA (3572) und in Deutschland (1129) erreicht. Guinea und Singapur starten ihre Impfkampagne. Argentinien, El Salvador und Großbritannien lassen als erste Länder der Welt den Impfstoff AZD1222 zu.

### Donnerstag, 31. Dezember 2020
- Bamako/Mali: Der frühere malische Ministerpräsident Boubou Cissé wird wegen eines angeblichen Putschversuchs verhaftet.[74]
- Canberra/Australien: Um die Diskriminierung der Indigenen zu beenden, kündigt Premierminister Scott Morrison an, den Text der Nationalhymne zu ändern.[75]
- Chișinău/Republik Moldau: Aureliu Ciocoi wird übergangsweise zum Ministerpräsidenten ernannt.
- London/Vereinigtes Königreich: Lewis Hamilton wird zum Ritter geschlagen.
- New York/USA: Der Ständige Sitz Deutschlands im Weltsicherheitsrat endet nach zwei Jahren.
- Vereinigtes Königreich, Europäische Union: Ende der Brexit-Übergangsphase. Das Vereinigte Königreich scheidet damit auch aus dem Europäischen Binnenmarkt und aus der Europäischen Zollunion aus. Spanien und das Vereinigte Königreich erzielen eine Einigung darüber, dass Gibraltar, ein britisches Überseegebiet, zum 1. Januar 2021 dem Schengen-Raum beitritt.
- Corona-Pandemie: Die Gesamtzahl der Infektionen übersteigt in Libyen 100 000 und Haiti 10 000. In Deutschland steigt die Zahl der Infektionen um die Rekordzahl von 32 552. Ein Höchststand der täglich gemeldeten Todesfälle wird in der Slowakei (112) erreicht. Der ehemalige ugandische Vizeministerpräsident Paul Etyang und der ehemalige indonesische Justizminister Muladí sterben an COVID-19.